# Сурдуку-Маре
Сурдуку-Маре (рум. Surducu Mare) — село у повіті Караш-Северін в Румунії. Входить до складу комуни Форотік.
Село розташоване на відстані 367 км на захід від Бухареста, 24 км на захід від Решиці, 61 км на південний схід від Тімішоари.

## Населення
За даними перепису населення 2002 року у селі проживали 507 осіб. Рідною мовою 505 осіб (99,6%) назвали румунську.
Національний склад населення села:
| Національність | Кількість осіб | Відсоток |
| -------------- | -------------- | -------- |
| румуни         | 496            | 97,8%    |
| німці          | 6              | 1,2%     |